# Paratanytarsus albus
Paratanytarsus albus är en tvåvingeart som beskrevs av Chaudhuri, Guha och Soumyendra Nath Ghosh 1985. Paratanytarsus albus ingår i släktet Paratanytarsus och familjen fjädermyggor. Inga underarter finns listade i Catalogue of Life.